# Gedrungene Trogmuschel
Die Gedrungene Trogmuschel (Spisula subtruncata) ist eine im Nordatlantik verbreitete Muschelart aus der Familie der Trogmuscheln (Mactridae).

## Merkmale

Rechte Klappe
Linke Klappe

Das gleichklappige, nicht klaffende, deutlich aufgeblähte Gehäuse wird bis zu 26 Millimeter lang.
Es ist im Umriss abgerundet-dreieckig und nur leicht ungleichseitig. Die prosogyren Wirbel sitzen fast in der Mitte bis etwas vor der Mittellinie, bezogen auf die Gehäuselänge. Es existieren allerdings mehrere Formen, die leicht von der allgemeinen Form abweichen. Das Länge- zu Breiteverhältnis variiert daher von etwa 1,1 bis 1,3. Der vordere Dorsalrand ist kürzer als der hintere Dorsalrand. Der hintere Dorsalrand fällt aber etwas steiler ab als der vordere Dorsalrand. Das Hinterende ist leicht verlängert und schräg abgestutzt, oder auch fast gespitzt bzw. sehr eng gerundet. Der Vorderrand ist weit gerundet. Die Lunula ist herzförmig und deutlich abgegrenzt. Die längliche und vergleichsweise breite Area ist flach-konkav und doppelt von niedrigen, vom Wirbel ausgehenden Linien umgrenzt. Das externe, dunkelbraune Ligament hinter dem Wirbel ist sehr klein und dünn. Der intern liegende Teil sitzt in einer dreieckigen Grube. Das Schloss hat in der rechten Klappe zwei Kardinalzähne und je zwei vordere und hintere, übereinander stehende Lateralzähne. In der linken Klappe befinden sich drei Kardinalzähne, von denen die zwei vorderen Zähne einen umgekehrt v-förmigen Fortsatz bilden, der über die eigentliche Schlossplatte hinaus ragt. Der dritte hintere Kardinalzahn ist klein und zerbrechlich und deshalb oft abgebrochen. Außerdem sind je ein vorderer und hinterer Lateralzahn vorhanden. Die oberen und unteren Flächen der Lateralzähne in der linken Klappe sind gekerbt. In der rechten Klappe sind die jeweiligen Innenseiten der vier Lateralzähne gekerbt. Die Mantellinie ist eingebuchtet, die Bucht erreicht aber nicht das hintere Ende des Chondrophors.
Die weißliche bis cremefarbene Schale ist dickwandig und sehr fest. Die Ornamentierung besteht aus konzentrischen Linien und Gruben. Die Wachstumsstadien sind deutlich ausgeprägt. Der Innenrand des Gehäuses ist glatt. Die Innenseite der Schale ist weiß glänzend. Das dünne Periostracum ist graubraun bis hellbraun.
Der Mantelrand ist gezähnelt. Die Siphonen sind kurz und über die gesamte Länge verwachsen. Die Öffnungen sind mit fransenähnlichen, gelben oder roten Filamenten besetzt. Der gelbliche Fuß ist vergleichsweise schlank.
Spisula subtruncata

Braune Form Rechte Klappe
Braune Form Linke Klappe
Graue Form Rechte Klappe
Graue Form Linke Klappe

Spisula subtruncata var. triangula
- Rechte Klappe
- Linke Klappe

## Geographische Verbreitung, Lebensraum und Lebensweise
Die Art ist von Norwegen entlang der Küsten des Ostatlantiks bis zum Senegal verbreitet. Sie dringt auch in die Nebenmeere Nordsee, Ostsee, Mittelmeer und Schwarzes Meer vor, und ist auch in den Küstengewässern der Kanarischen Inseln nachgewiesen.
Die Gedrungene Trogmuschel lebt flach eingegraben in feinem bis schlickigen Sand von der Gezeitenzone bis in etwa 200 Meter Wassertiefe. Sie bevorzugt Gebiete mit hoher Zufuhr von organischer Substanz. Sie kann sich mit Hilfe ihres sehr beweglichen Fußes schnellend fortbewegen, wenn sie etwa durch einen Fressfeind bedroht oder gestört wird.

## Taxonomie
Die Art wurde 1778 von da Costa unter dem ursprünglichen Binomen Trigonella subtruncata aufgestellt. Sie wird heute allgemein akzeptiert in die Gattung Spisula Gray, 1837 eingeordnet. Fritz Nordsieck scheidet drei Varietäten aus:
- var. striata Brown: größer, aufgebläht (dick) und gedrungen, im Umriss gerundet-dreieckig, fast gleichseitig, und gröbere Ornamentierung.
- var. inaequalis Jeffreys: die Gehäuse sind größer, die Schale dicker, und relativ hoch, das Länge-/Breite-Verhältnis ist niedrig.
- var. tenuis Jeffreys: die Gehäuse sind sehr groß, die Schale dünn, schief bzw. Wirbel sitzt deutlich vor der Mitte, Oberfläche glatt oder unregelmäßig gestreift

## Belege

### Online
- Marine Bivalve Shells of the British Isles: Spisula subtruncata (da Costa, 1778) (Website des National Museum Wales, Department of Natural Sciences, Cardiff)
- Spisula subtruncata (da Costa, 1778) Marine Species Identification Portal